# Giovanni Pastrone
Giovanni Pastrone, född 13 september 1883 i Asti, död 27 juni 1959 i Turin, var en italiensk filmregissör och producent, som ofta av olika skäl använde pseudonymen Piero Fosco. Efter en relativt kort karriär under stumfilmens storhetstid ägnade han större delen av sitt återstående liv åt förfelad medicinsk forskning och tekniska experiment inom områden där hans kompetens var uppenbart otillräcklig. Inom filmen blev han främst känd som det framgångsrika filmbolaget Itala films konstnärliga ledare och som regissör för bolagets största succé Cabiria (1914).

## Biografi

### De tidiga åren
Giovanni Pastrone föddes som det äldsta av tre barn till tyghandlaren Gustavo Ernesto Pastrone och hans hustru Luigia Mensio. Gustavo Pastrone ägde en tygaffär på Via Giancarlo Aliberti i Asti och hade tänkt sig att hans äldste son skulle bli affärsman. Efter grundläggande skolutbildning blev sonen därför 1896 inskriven vid ett läroverk i Turin som var inriktat mot teknik och handel och han tog en examen där 1899. Han hade tidigt visat talang och intresse för musik och under sin tid på läroverket studerade han parallellt musik, särskilt violin, på Conservatorio Giuseppe Verdi. Denna kombination lade en god grund för Giovanni Pastrones karakteristiska förmåga att kombinera konstnärligt skapande med goda affärer. Efter avslutade studier flyttade Pastrone permanent till Turin tillsammans med hustrun Anna Maria Prat, som i likhet med Pastrone var från Asti.

### Karriär inom stumfilmen
Pastrone kom i viss mening bakvägen in i filmbranschen genom sin utbildning. Han anställdes i maj 1907 som bokhållare vid Carlo Rossi & C., ett av tre filmproduktionsbolag i Turin som var huvudort för Italiens stumfilmsproduktion med en tredjedel av landets då totalt nio produktionsbolag. Anställningen blev kortvarig då oenighet om den konstnärliga inriktningen mellan kemisten Carlo Rossi och "C" (industrialisten Guglielmo Remmert) ledde till att bolaget gick i likvidation i februari 1908. Remmert finansierade omgående starten av ett nytt bolag, Itala film, tillsammans med sin svåger Carlo Sciamengo, som blev VD och omgående anställde Pastrone som konstnärlig direktör.
Itala film expanderade kraftigt under sina första år och som led i målsättningen att bli det näst största bolaget i Italien efter branschens jätte Cines värvades ett antal kända skådespelare. Pastrones stora bedrift i det sammanhanget var att han lockade över många tekniker och skådespelare, däribland komikern André Deed, från det stora franska filmbolaget Pathé frères till Itala. Deed skapade den återkommande komiska karaktären Cretinetti, som blev mycket populär även utanför Italien och genom en serie filmer 1909–20 drog in stora pengar till Itala film. Detta gav Pastrone de ekonomiska förutsättningarna att satsa på det han helst av allt ville producera, nämligen historiska filmer i en episk skala. Att verkligt storskalig filmproduktion trots höga kostnader ändå kunde bli ekonomiskt lönsam visade konkurrenten Cines med sin Quo Vadis (1913) som blev en global kassasuccé av tidigare oanad omfattning.
Pastrone hade med filmer om Giordano Bruno (1908) och Julius Caesar (1909) kommit igång med sina historiska filmer i en mindre skala och 1911 släpptes den av honom producerade och regisserade La caduta di Troia som blev Pastrones och Itala films första historiska filmsuccé utanför Italien, framför allt i USA där den drog anmärkningsvärt många åskådare till biograferna. Pastrone reagerade omedelbart på framgången i USA genom att öppna en filial där: l’Itala Film Corporation of America. En del av vinsten använde han för att förstärka Italas skådespelartrupp med Ermete Zacconi, en av Italiens ledande teaterskådespelare som tidigare kritiserat filmbranschen kraftfullt men nu fick ett anbud som han inte kände att han kunde tacka nej till.
Efter detta satte Pastrone igång med förberedelserna för ett projekt som var avsett att utklassa allt vad konkurrenterna dittills hade åstadkommit. Som huvudkameraman anställdes Segundo de Chomón som var dåtidens främste vad gäller specialeffekter. Gabriele D'Annunzio anlitades som Pastrones medförfattare till manuskriptet, Ildebrando Pizzetti för att komponera musiken. Italia Almirante Manzini valdes till den viktigaste kvinnliga rollen. Resultatet blev Cabiria (1914), en film som slog alla tidigare rekord i speltid, visuella effekter samt teknisk och tematisk komplexitet. Bland annat användes rörlig kamera monterad på en så kallad dolly i kameraåkningar eller Cabiria-tagningar som de kom att heta i många år efteråt. Pastrone hade genom Itala films dotterföretag, teknikfirman Secondo Torto, säkrat patent på denna uppfinning redan 1912.
Efter detta vändes Pastrones intresse mer mot teknisk apparatur av olika slag. Visserligen hade han rekryterat en ny kvinnlig stjärna, Pina Menichelli, som han menade var bättre än Manzini, men att göra något bättre eller något i paritet med Cabiria var knappast möjligt under krigsåren och Pastrone försökte inte heller göra något sådant. Han producerade i stället enklare filmer med betydligt färre skådespelare som gick att göra på kortare tid. Två av dem, Elden och Tigre reale, med Menichelli som erotiskt laddat dragplåster blev stora publik- och kritikerframgångar som tack vare låga produktionskostnader även genererade stora vinster. Filmerna Pastrone gjorde med Menichelli var för tiden rätt vågade och orsakade problem med censuren. Pastrone hade förutsett detta och regisserade därför dem liksom en del andra filmer under pseudonymen Piero Fosco.
Vid sidan av filmandet försökte Pastrone och kompanjonen Sciamengo i åratal med vinster från filmbolaget konstruera en tryckkabin för flygplan som skulle möjliggöra flygningar på högre höjd än dittills. Efter att Sciamengo begått självmord 1927 övergick Pastrone till att i stället konstruera förbättrade kolvar till förbränningsmotorer. Efter en längre sjukdomsperiod 1920 hade han haft svårt att komma igång med filmandet igen. Till det bidrog hans missnöje med de begränsningar i tekniska resurser som krigsåren medfört och den samhällsomvandling som började omforma Italien efter kriget. Han lämnade förbittrad och besviken sin post i Itala film i maj 1922. Hans sista film, Povere bimbe! (1923), var en "Menichelli-film" utan Pina Menichelli, oinspirerad i sin regi och den kom inte heller i närheten av de filmer han gjort med Menichelli i publiksiffror eller ekonomisk vinst.

### Efter filmen
En stor del av de sista trettio åren av sitt liv var Pastrone sysselsatt med medicinsk forskning och experiment som inte ledde till någonting substantiellt. Han gav ut skrifter med titlar som Della lotta contro i microrganismi patogeni (1938) och Dell’etiopatogenesi unitaria delle malattie (1953). De baserades på en idé om att alla existerande sjukdomar hade sitt ursprung i ett enda originalvirus och Pastrone sökte 1930 patent på en maskin som på något sätt förmenades kunna bli effektivt i kampen mot alla sjukdomar. Han hävdade också att han botat ett fall av lungtuberkulos 1936 och ett fall av cancer 1942. Efter en del positiva tidningsartiklar, baserade på "vittnesmål" av tveksamt värde försökte Pastrone 1946 få ut sin maskin på marknaden men rönte ingen framgång med detta. Sista gången maskinen fick någon publicitet var 1955 då Pastrone erbjöd sig att skänka den till vilket teknikföretag som helst mot fortsatt finansiering av projektet. När detta sista initiativ misslyckats bestämde han, enligt sonen Luigi, att maskinen skulle förstöras efter hans död. Giovanni Pastrone dog 27 juni 1959 av skador han ådragit sig genom en fallolycka.